# I, Robot (jogo eletrônico)
I, Robot é um jogo de fliperama projetado e programado por Dave Theurer e publicado pela Atari em 1983. Apenas um total entre 750 a 1500 máquinas do jogo foram produzidas. O fliperama vinha com dois jogos. O primeiro era I, Robot, um jogo de tiro multi-direcional onde o jogador assumia o papel de "Unhappy Interface Robot #1984", um servo-robô que se rebela contra o Big Brother, em clara referência ao romance 1984. O objetivo do jogo consistia em levar o servo-robô a atravessar os 126 níveis do jogo, transformando os quadrados vermelhos em azuis para assim ajudar a destruir o escudo e os olhos do Big Brother. O jogador também podia optar pelo segundo jogo na máquina, Doodle City, uma ferramenta de desenho com duração de apenas três minutos.